# Astràgal
|  | Per a altres significats, vegeu «astràgal (planta)». |

| Astràgal esquerre, vist des de sobre i des de sota. |  | Astràgal esquerre, vist des de sobre i des de sota. |
| Astràgal esquerre, vist des de sobre i des de sota. |  |                                                     |

L'astràgal o taba és un os del tars del peu que constitueix la part inferior del turmell amb les seves articulacions amb els mal·lèols de la tíbia i del peroné. En el tars, s'articula amb el calcani per sota i el navicular per damunt. A través d'aquestes articulacions, l'astràgal transmet tot el pes del cos al peu.
L'astràgal és aparentment derivat de la fusió de tres ossos separats en els peus dels amfibis primitius; el tibial, que s'articula amb la tíbia; l'intermedi, entre les bases de la tíbia i el peroné; i el centrale quart, estirat al part mitjana del tars. Aquests ossos encara estan parcialment separats en els amfibis moderns, que per tant no tenen un talús veritat. L'astràgal forma un conjunt molt més flexible en els mamífers que en els rèptils. Aquest aconsegueix la seva major extensió en el artiodàctils, on la superfície distal de l'os té una quilla suau per permetre una major llibertat de moviment dels peus, i així augmentar la velocitat de carrera. Les tabes de diferents animals han estat usades com a elements de joc en diverses cultures arreu del món.